# Kartidris nyos
Kartidris nyos är en myrart som beskrevs av Bolton 1991. Kartidris nyos ingår i släktet Kartidris och familjen myror. Inga underarter finns listade i Catalogue of Life.

## Bildgalleri

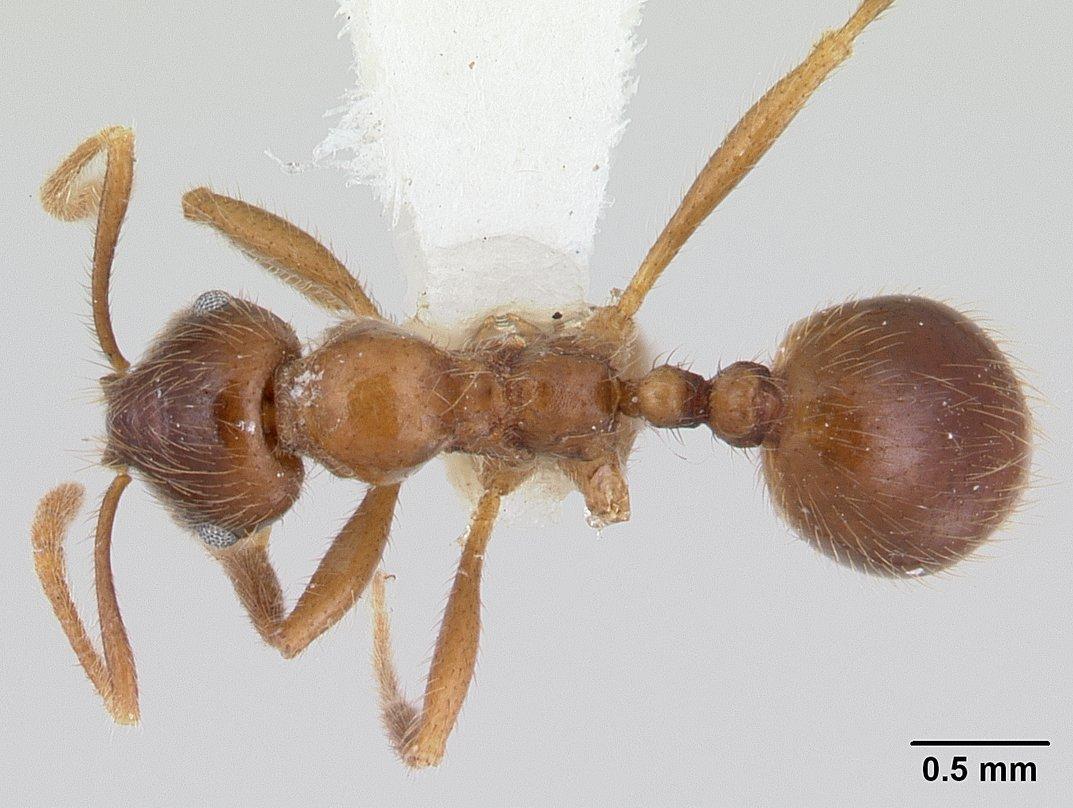
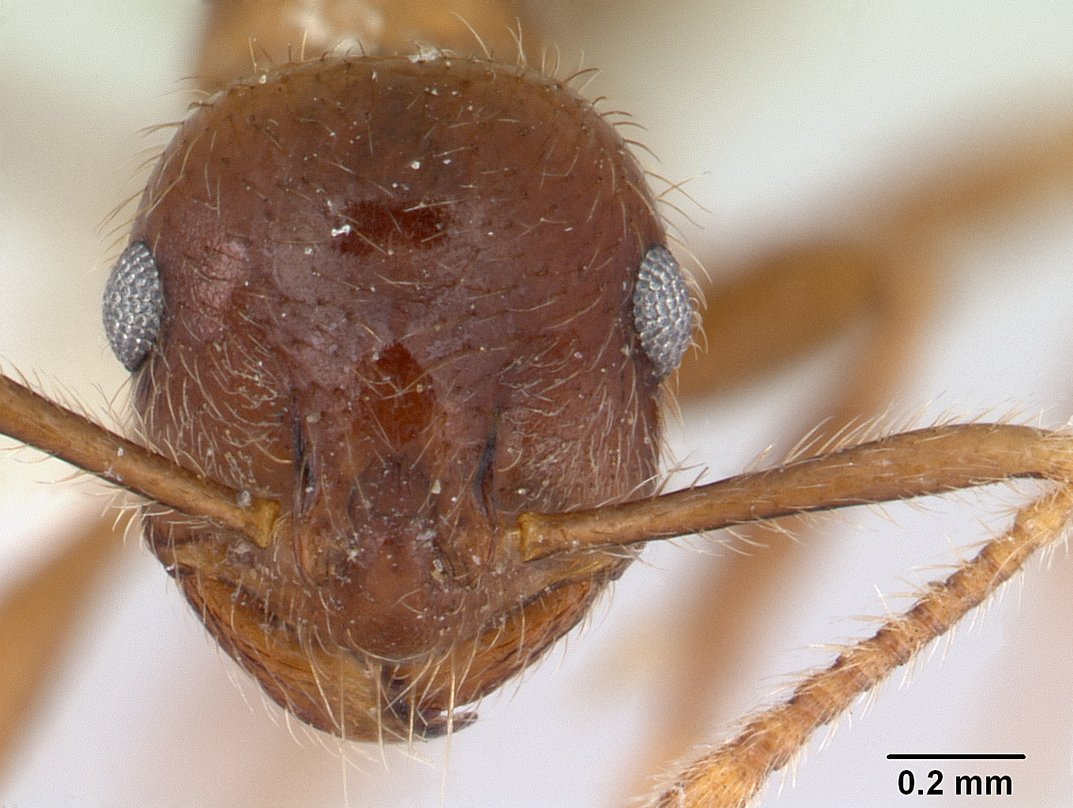
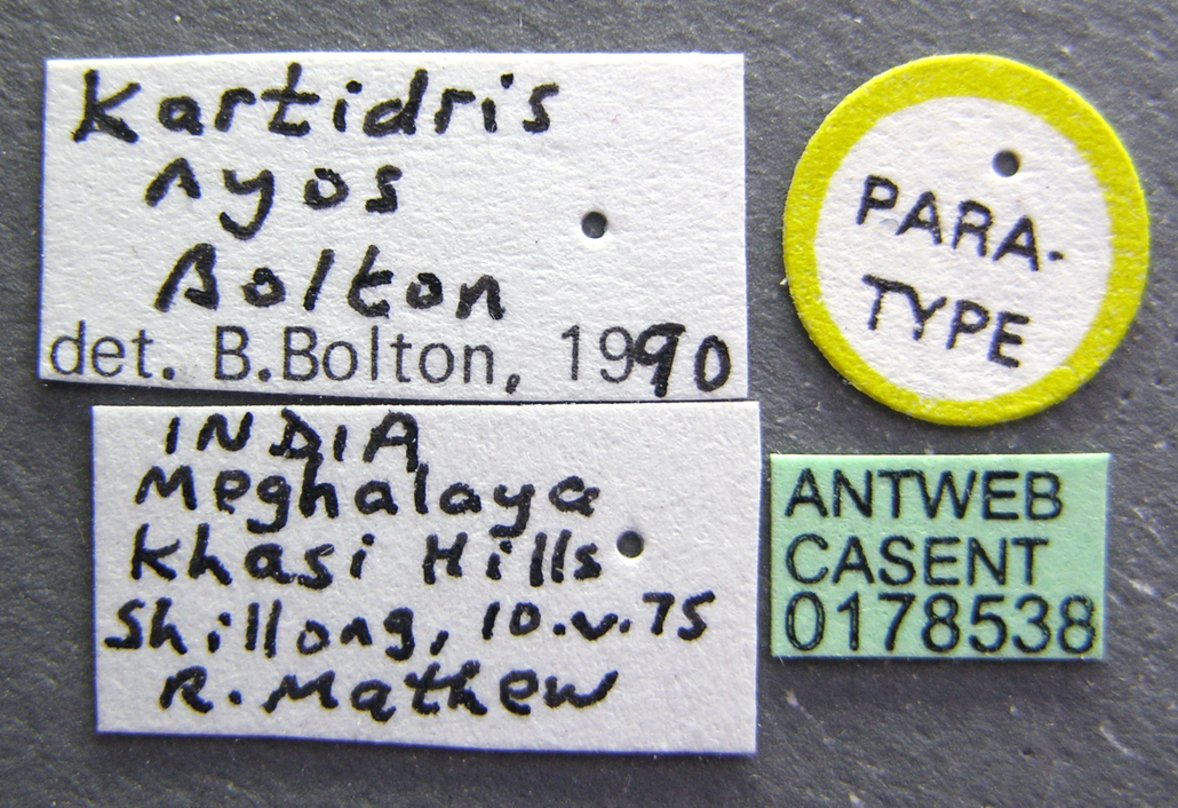
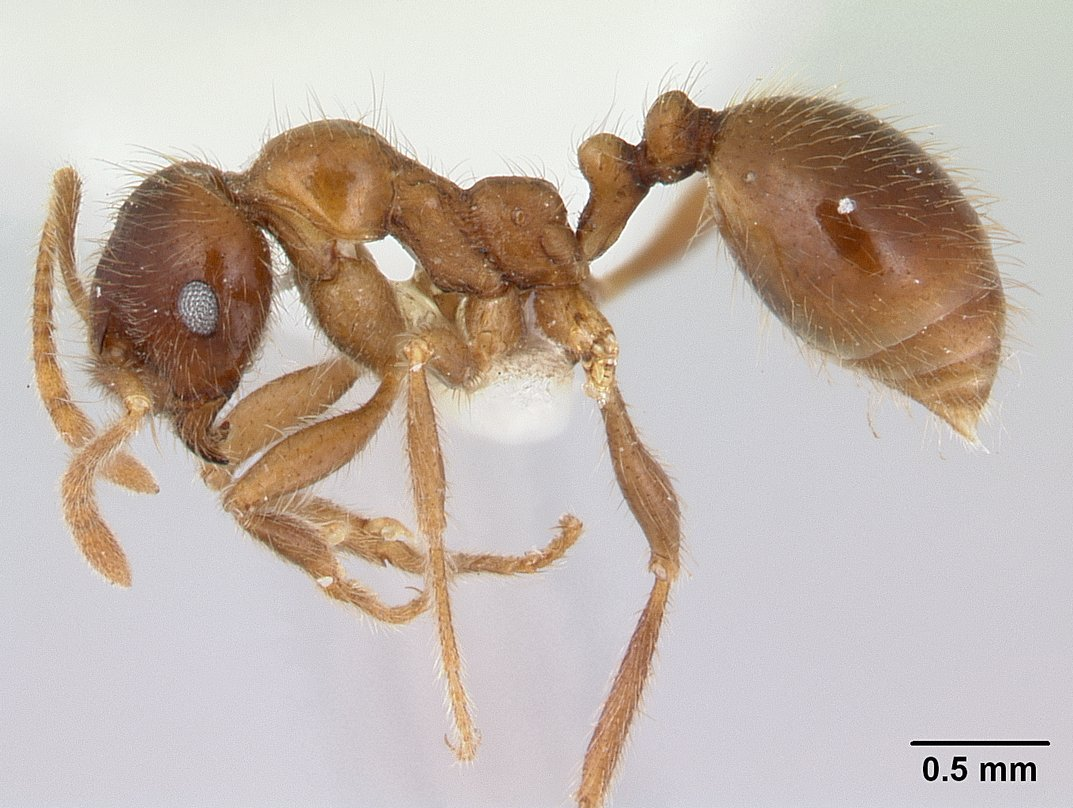